# Respiration de Cheyne-Stokes

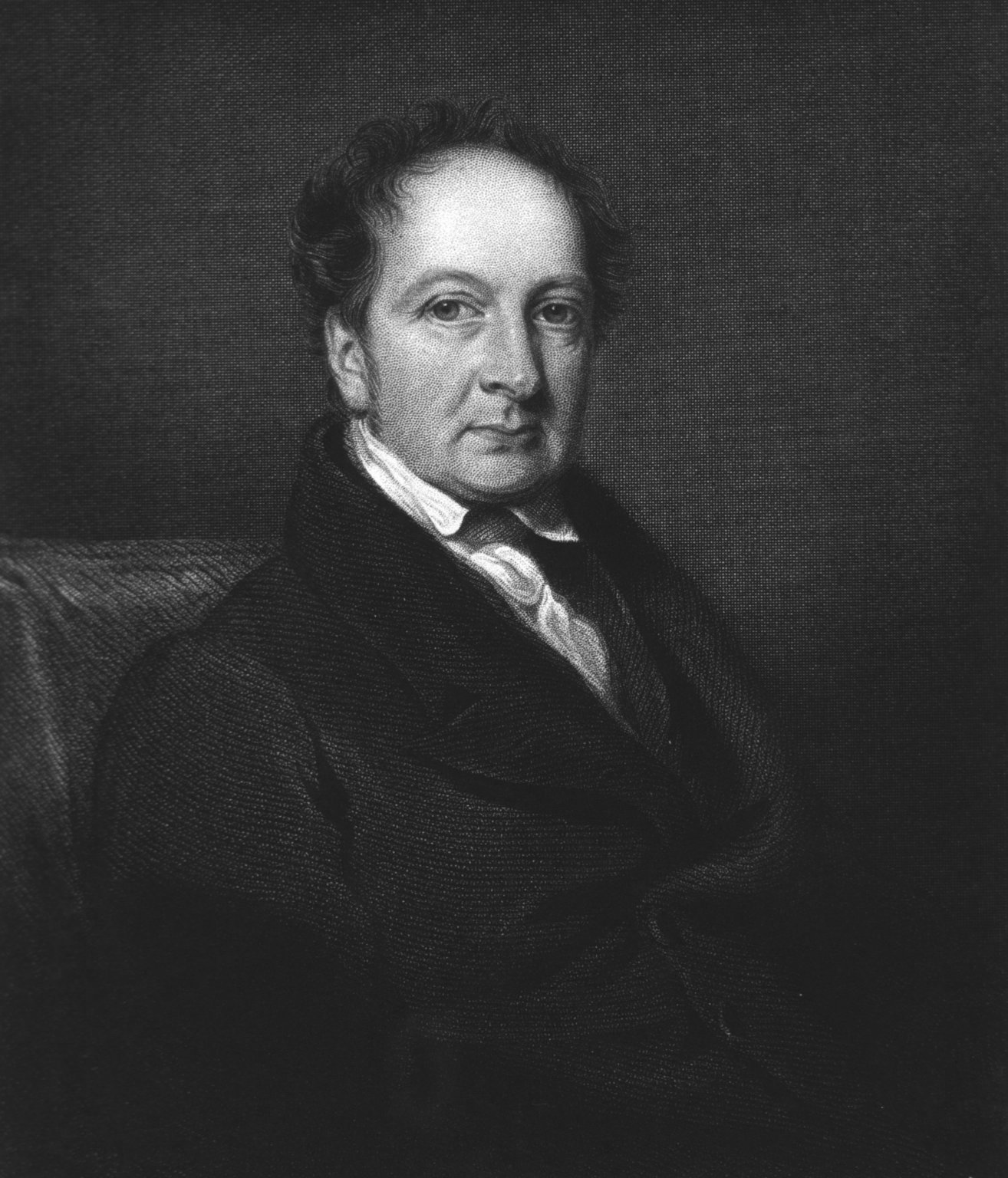
Le médecin John Cheyne (1777, 1836)

La respiration de Cheyne-Stokes (RCS) est un rythme respiratoire périodique anormal caractérisé par l'alternance régulière de périodes d'apnée et d'hyperpnée (respiration d'amplitude augmentée) : on note une augmentation progressive en crescendo du volume courant, suivie d'un decrescendo de la ventilation puis d'une apnée ou d'une hypopnée. Il s'agit d'un mécanisme compensatoire des modifications des pressions partielles d'oxygène et de dioxyde de carbone.

Diagramme de la respiration de Cheyne-Stokes et d'autres modes de respiration pathologiques.

Si la RCS ou une autre forme de respiration périodique surviennent au cours du sommeil, sans être dues à une lésion des centres respiratoires, il s'agit alors d'un syndrome d'apnées du sommeil de type central (SACS).
La RCS doit son nom aux médecins irlandais John Cheyne (qui la décrivit en 1818) et William Stokes (qui en compléta la description en 1854).